# 埃尔普拉德圣马里亚
埃尔普拉德圣马里亚，是西班牙加泰罗尼亚塔拉戈纳省的一个市镇。总面积35平方公里，总人口1669人（2001年），人口密度48人/平方公里。